# La Chambre
La Chambre é uma comuna francesa na região administrativa de Auvérnia-Ródano-Alpes, no departamento da Saboia. Estende-se por uma área de 3.2 km². Em 2010 a comuna tinha 1 179 habitantes (densidade: 368,4 hab./km²).